# Українська партія соціалістів-федералістів
Украї́нська па́ртія соціалі́стів-федералі́стів (УПСФ, популярно — есефи) — ліберально-демократична партія, що оформилася у червні 1917 року з колишніх членів Української демократично-радикальної партії (1905 — 1908) та Товариства Українських Поступовців (1908 — 1917), які після з'їзду ТУП 7 — 8 квітня 1917 року перетворилися на Союз Українських Автономістів-Федералістів, а з вересня на УПСФ.
УПСФ поновила програму Української Демократично-Радикальної Партії й складалася переважно з інтелігенції, яка досі провадила національно-культурну роботу, мавши найкращі з усіх партій фахові кадри. Назва партії скоріше віддавала данину духові часу (соціалізм її був поміркований), фактично ж вона стояла на позиціях консерватизму, а федералізм розуміла як світову форму міждержавних взаємин і децентралізовану адміністративну побудову. Головою УПСФ був Сергій Єфремов, а до керівних її членів належали: Андрій Ніковський, Ілля Шраг, Олександр Лотоцький, Петро Стебницький, Андрій В'язлов, Іван і 3інаїда Мірні, Василь Біднов, Віра та Федір Матушевські, В'ячеслав Прокопович, Макар Кушнір, Сергій Шелухін, Максим Славінський. Ольга Андрієвська була секретарем партії.
Органом УПСФ був щоденник «Нова Рада».
За Центральної Ради до урядів Володимира Винниченка входили Сергій Єфремов, Олександр Шульгин, Олександр Лотоцький, Петро Стебницький, Іван Мірний, а до уряду Всеволода Голубовича — Сергій Шелухин, В'ячеслав Прокопович, Олександр Лотоцький, Іван Фещенко-Чопівський.
За гетьманату УПСФ брала участь у формуванні Українського національно-державного союзу і Українського Національного Союзу, її члени входили до другого уряду Федора Лизогуба (24 жовтня 1918 року): Олександр Лотоцький, Петро Стебницький, Андрій В'язлов, Максим Славінський.
За Директорії брали участь в уряді Володимира Чехівського (П. Холодний, О. Шелухин, Іван Огієнко, Михайло Корчинський), Сергія Остапенка (Іван Фещенко-Чопівський, Костянтин Мацієвич, Дмитро Маркевич, Іван Огієнко, Овксентій Корчак-Чепурківський, Михайло Корчинський, Михайло Кривецький), Ісаака Мазепи (Іван Огієнко); у травні 1920 есеф В'ячеслав Прокопович утворив кабінет міністрів.
На еміграції в Празі 1923 УПСФ перейменувалася на Українську Радикально-Демократичну Партію, яку очолив О. Лотоцький. Партійні лідери (М. Славінський, А. Яковлів, О. Шульгин, К. Мацієвич, В. Прокопович, О. Саліковський й ін.) близько співпрацювали з екзильним державним центром УНР.
По Другій світовій війні радикальні демократи не відновили діяльності своєї партії; ідейно близьким до них був Український національно-демократичний союз, створений 1946 року.